# Zveza radioamaterjev Slovenije
Zveza radioamaterjev Slovenije je nacionalna stanovska organizacija radioamaterjev v Sloveniji.

## Odlikovanja in nagrade
Leta 1997 je zveza prejela častni znak svobode Republike Slovenije z naslednjo utemeljitvijo: »ob petdesetletnici delovanja za humanitarno pomoč pri naravnih in drugih nesrečah in še posebej za zasluge v procesu osamosvojanja Republike Slovenije«.